# Гюэ-д’Оссю
Гюэ́-д’Оссю́ (фр. Gué-d'Hossus) — коммуна во Франции, находится в регионе Шампань — Арденны. Департамент — Арденны. Входит в состав кантона Рокруа. Округ коммуны — Шарлевиль-Мезьер.
Код INSEE коммуны — 08202.
Коммуна расположена приблизительно в 200 км к северо-востоку от Парижа, в 115 км севернее Шалон-ан-Шампани, в 25 км к северо-западу от Шарлевиль-Мезьера.

## Население
Население коммуны на 2008 год составляло 512 человек.
| 1962 | 1968 | 1975 | 1982 | 1990 | 1999 | 2008 |
| ---- | ---- | ---- | ---- | ---- | ---- | ---- |
| 455  | 543  | 452  | 500  | 525  | 504  | 512  |

## Экономика
В 2007 году среди 353 человек в трудоспособном возрасте (15—64 лет) 256 были экономически активными, 97 — неактивными (показатель активности — 72,5 %, в 1999 году было 63,2 %). Из 256 активных работали 218 человек (131 мужчина и 87 женщин), безработных было 38 (19 мужчин и 19 женщин). Среди 97 неактивных 29 человек были учениками или студентами, 13 — пенсионерами, 55 были неактивными по другим причинам.

## Фотогалерея

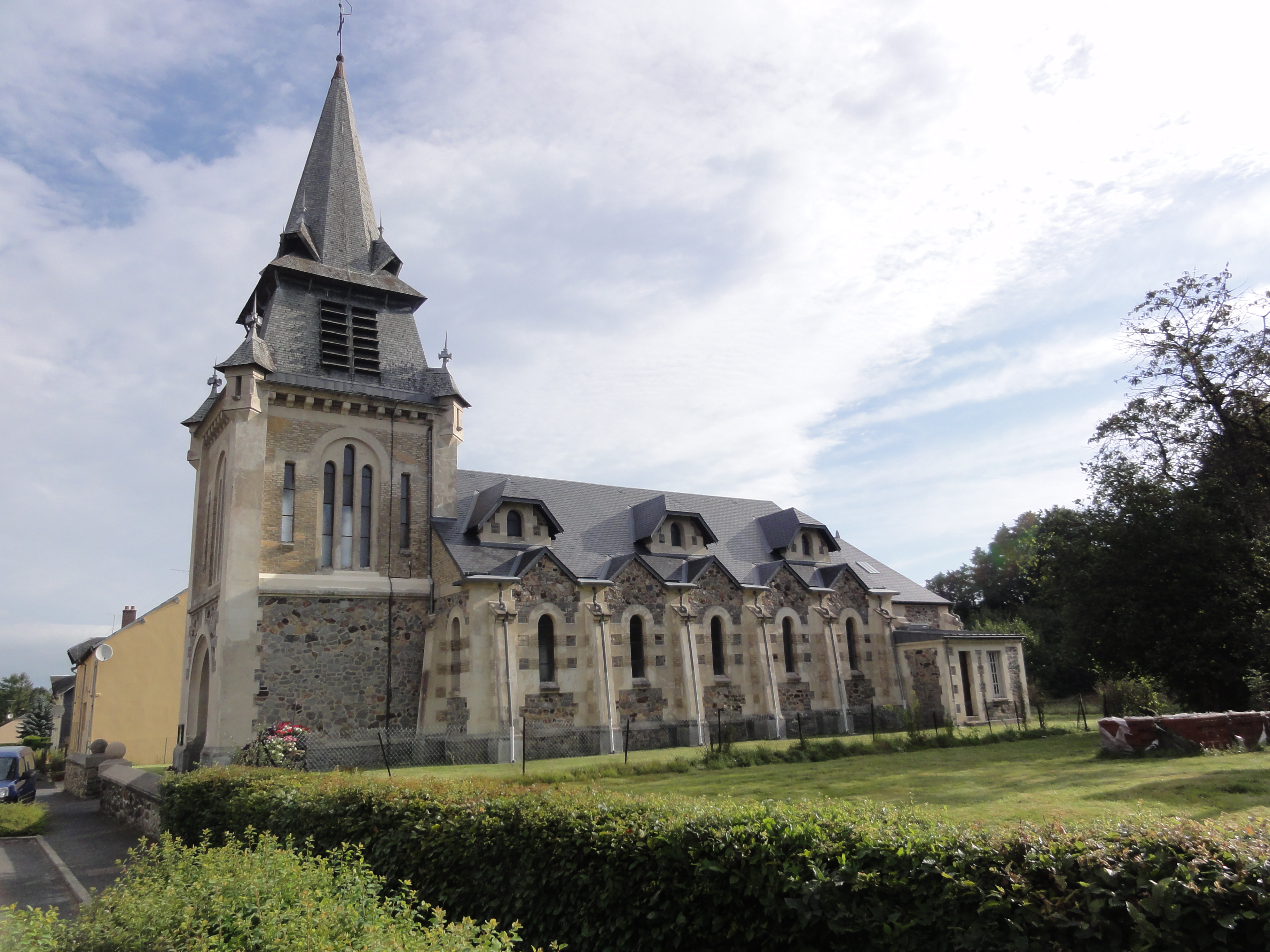
Церковь
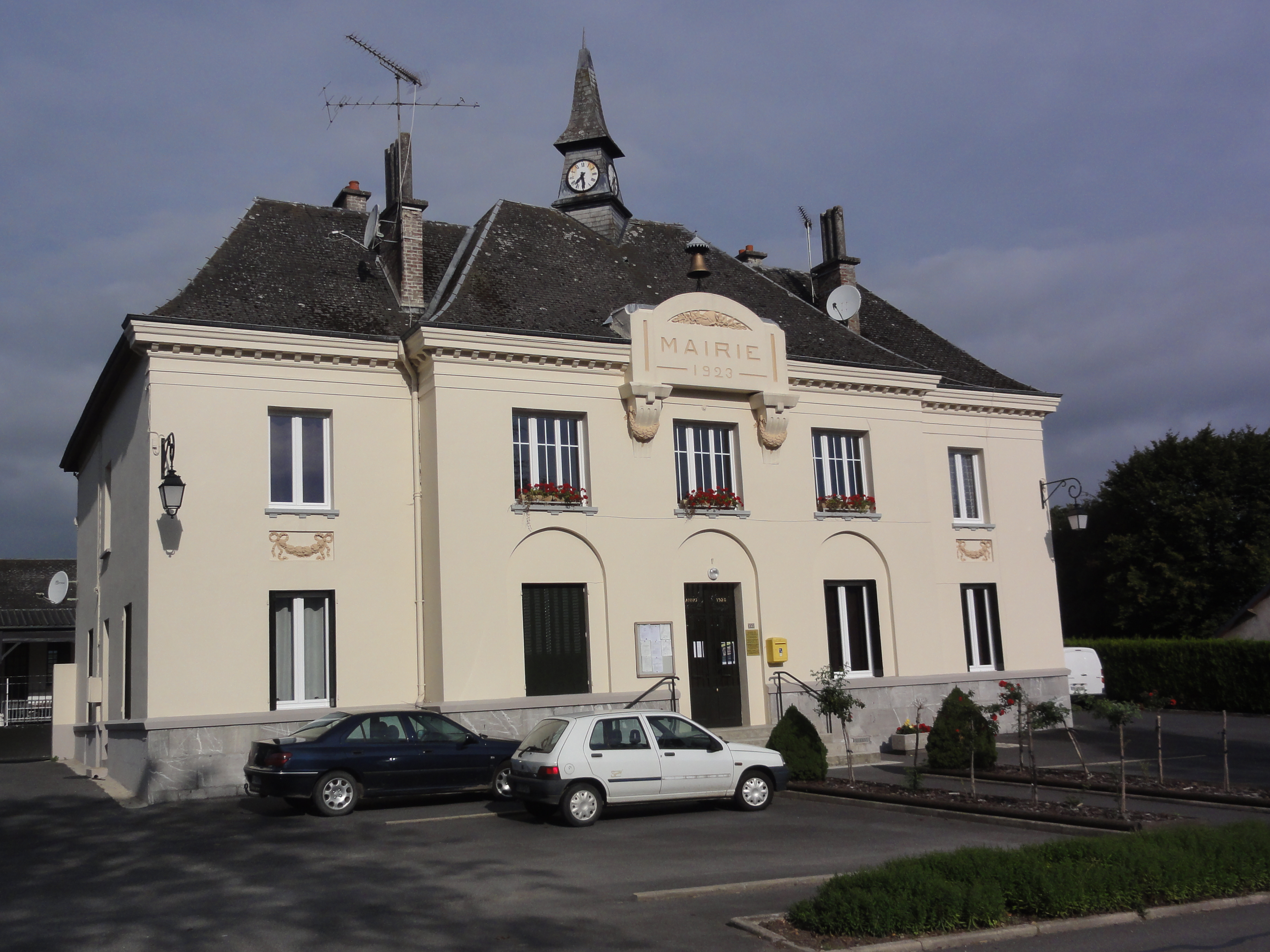
Мэрия
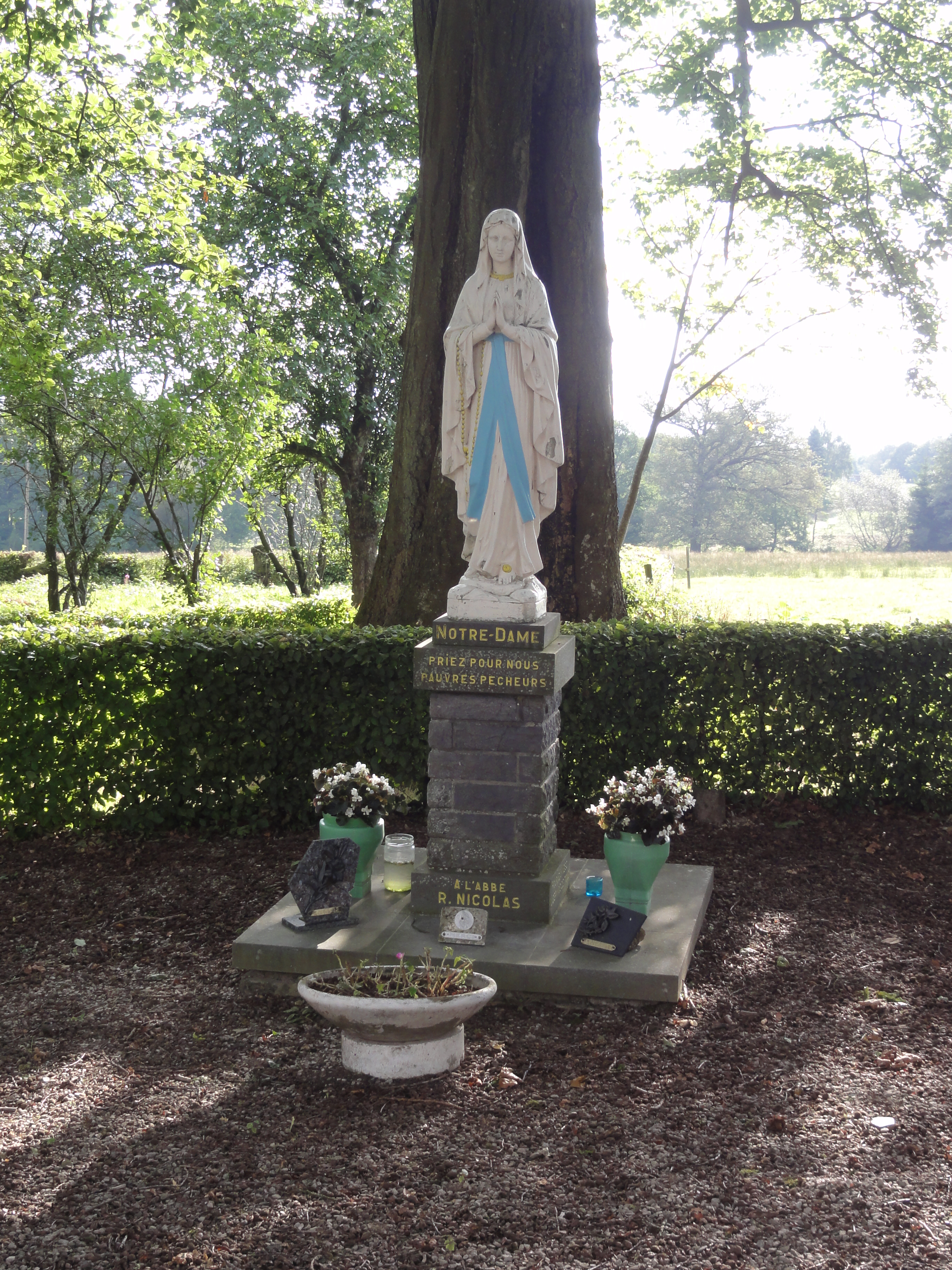
Статуя Богоматери
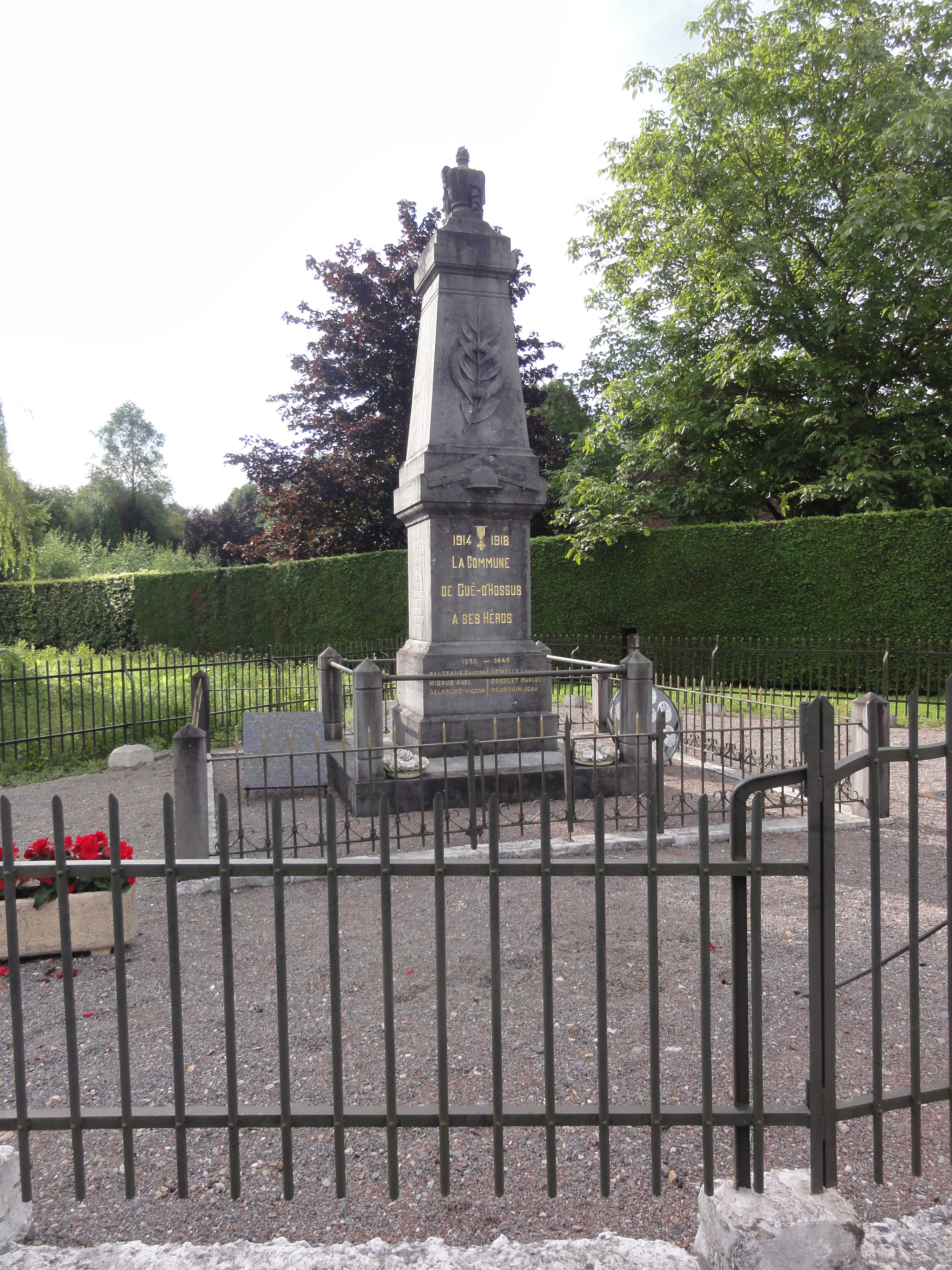
Памятник погибшим в Первой мировой войне